# سلوکیه در کنار رود جراحی
سلوکیه در کنار رود جراحی (یونانی: Σελεύκεια η προς Ηδυφώντι، همچنین نویسه‌گردانی شدۀ آن سلوسیا، سلوکیا، سلوخیا؛ در گذشته با نام‌های سلوکه یا سلوسه، سودوم، و سله، همین‌طور سوراک) شناخته می‌شده، یک شهر باستانی بوده که در کنار رود هدیفون (امروزه جراحی) در شهر شادگان یا (سرق قدیم)، در شرق میانرودان قرار داشته‌است. در حال حاضر در سایت جا نشین در استان خوزستان قرار دارد.